# Mateus Ximenes Belo
Mateus Ximenes Belo (* 28. November 1948 in Baucau, Portugiesisch-Timor) ist ein osttimoresischer Beamter.

## Werdegang
Die Grundschule in Ossu besuchte Belo von 1957 bis 1962, die vorbereitende Schule von 1962 bis 1965 in Dili und die Sekundarschule in Dili von 1970 bis 1973.
Belo war von 1967 bis 1970 Beamter bei der portugiesischen Marine in Dili und von 1969 bis 1971 Angestellter des Analysenlabors der portugiesischen Kolonialverwaltung. 1971 wurde er Mitarbeiter des Finanzressorts. 1975 endete die portugiesische Herrschaft über Osttimor und die Indonesier besetzten das Land.
Belo wurde 1977 Chef des Informationsbüro in Baucau, von 1979 bis 1982 leitete er dort die Abteilung für Wirtschaft und Entwicklung, bevor  in Indonesien öffentliche Verwaltung studierte. Nach Abschluss des Studiums 1985 leitete Belo den Finanzdienst in Baucau bis 1988. Von 1988 bis 1990 war er Administrator des Subdistrikts Quelicai und von 1990 bis 1994 wieder Chef des Finanzdienstes in Baucau. Danach wurde Belo Assistent des Distriktsadministrators von Baucau und ab 1997 stellvertretender Administrator bis zum Ende der indonesischen Besatzung 1999.
Unter UN-Verwaltung war Belo 2001 Administrator des Distrikts Manatuto und war ab der Unabhängigkeit Osttimors 2002 bis 2008 der Generaldirektor der Verwaltung des Amt des Staatspräsidenten.
Für den Congresso Nacional da Reconstrução Timorense (CNRT) war Belo als Nachrücker 2008 für einen Monat Abgeordneter des Nationalparlaments. Er hatte bei den Wahlen 2007 auf Platz 20 der Partei kandidiert. Danach war Belo wieder Generaldirektor im Präsidialamt. 2014 wechselte er zum Nationalparlament als Generalsekretär. 2018 wurde Belo als Generalsekretär von Adelino Afonso de Jesus abgelöst.

## Sonstige
Belo ist verheiratet. In Anerkennung seiner Verdienste wurde Belo 2012 die Medaille des Ordem de Timor-Leste verliehen.
Neben Tetum spricht Belo Portugiesisch, Indonesisch und Englisch.